# Élections législatives italiennes de 1900
Les élections législatives italiennes de 1900 ont eu lieu les 3 et 10 juin et ont permis de renouveler les 508 sièges de la Chambre des Députés. La Gauche historique a conservé sa majorité absolue malgré quelques pertes.

## Partis et chefs de file
| Parti | Parti                     | Idéologie                              | Chef de file        |
| ----- | ------------------------- | -------------------------------------- | ------------------- |
|       | Gauche historique         | Libéralisme, Centrisme                 | Giovanni Giolitti   |
|       | Droite historique         | Conservatisme, Monarchisme             | Antonio di Rudinì   |
|       | Parti socialiste italien  | Socialisme, Socialisme révolutionnaire | Filippo Turati      |
|       | Extrême gauche historique | Radicalisme, Républicanisme            | Ettore Sacchi       |
|       | Parti républicain italien | Républicanisme, Radicalisme            | Napoleone Colajanni |

## Résultats
| Parti                               | Parti                               | Voix      | %     | Sièges | +/-        |
| ----------------------------------- | ----------------------------------- | --------- | ----- | ------ | ---------- |
|                                     | Gauche historique                   | 663 418   | 52,17 | 296    | 31         |
|                                     | Droite historique                   | 271 698   | 21,37 | 116    | 17         |
|                                     | Parti socialiste italien            | 164 946   | 12,97 | 33     | 18         |
|                                     | Extrême gauche historique           | 89 872    | 7,07  | 34     | 8          |
|                                     | Parti républicain italien           | 79 127    | 6,22  | 29     | 4          |
| Votes invalides/blancs              | Votes invalides/blancs              | 38 888    |       |        |            |
| Total                               | Total                               | 1 310 480 | 100,0 | 508    | stagnation |
| Électeurs enregistrés/participation | Électeurs enregistrés/participation | 2 248 509 | 58,28 |        |            |

## Sources
- Nohlen, D & Stöver, P (2010) Elections in Europe: A data handbook, p. 1047.